# Erwin Zeidler (podmaršal)
Erwin Freiherr Zeidler von Görz (Beč, 8. veljače 1865. – Villach, 3. siječnja 1945.) bio je visoki inženjerijski časnik Austro-Ugarske vojske. Tijekom Prvog svjetskog rata istakao se kao zapovjednik 58. divizije na Talijanskom bojištu, pogotovo tijekom obrane Gorice u prvih šest Sočanskih bitaka.
Odlikovan najvišim austrijskim odlikovanjem; Viteški križ vojnog reda Marije Terezije.

## Životopis
Erwin Zeidler bio je sin profesora i nakon završene srednje škole ušao je u bečku kadetsku školu. 18. kolovoza 1885. promaknut je u poručnika Carskog korpusa Inženjerije 
1. studenoga 1888. promaknut je u natporučnika i do 1893. bio je dodijeljen načelniku inženjerije vojnog zapovjedništva za Dalmaciju u Zadru. 1. studenoga 1894. postao je kapetanom inženjerijskog zbora u Kotoru i upravljao utvrđivanjem visova i izgradnjom cesta. Od 1897. do 1899. bio je načelnik 5. pionirske terenske čete u Trentu. svibnja 1901. uzdignut je u čin bojnika, do 1905. bio je XIII. raspoređen u korpus i postao nastavnik tamošnje zborne časničke škole. 1. studenoga 1909. promaknut je u čin pukovnika, a 1910. dobio je dužnost načelnika inženjerije Trebinja (Bosna). U godinama 1912. do 1914. bio je direktor gradnje utvrda oko Sarajeva.
U listopadu je preuzima zapovijedanje 16. brdskom brigadom, te s njom sudjeluje u borbama u zapadnoj Srbiji i Bosni. Od prosinca 1914. do veljače sljedeće godine zapovijedao je 48. pješačkom divizijom i konačno je u ožujku 1915. postavljen za zapovjednika novoosnovane 58. pješačke divizije, dodijeljene vitalnim obrambenim položajima Gorice, od brda Sabotina do brda Podgore duž obala lijevo od Soče. Činile su je dvije brdske brigade: 4. i 5. brdska brigada, uglavnom sastavljene od vojnika iz Dalmacije.
Ustroj Zeidlerove 58. pješačke divizije u svibnju 1915. godine
- 4. brdska brigada (GM Theodor Konopicky)
  - 37. domobranska pješačka pukovnija (Gruž) (3)
    - II. bojna 52. pješačke pukovnije (Pečuh)
    - III. bojna 69. pješačke pukovnije (Stolni Biograd)

  - 1. eskadron dalmatinskih konjaničkih strijelaca (Sinj)
  - Brdski topnički divizijun 4. brdske brigade
    - 3. bitnica 11. brdske topničke pukovnije (Sarajevo)
    - 1. bitnica 13. brdske topničke pukovnije (Kotor)
- 5. brdska brigada (GM Maximilian Nöhring)
  - 23. domobranska pješačka  pukovnija (Zadar) (3)
    - I. bojna 22. pješačke pukovnije (Sinj)
    - V. bojna 22. pješačke pukovnije (Sinj)

  - 2. eskadron dalmatinskih konjaničkih strijelaca (Sinj)
  - Samostalni dalmatinski brdski topnički divizijun (Sinj) (2)
- 58. poljska topnička brigada (4)

58. pješačkom divizijom general Zeidler zapovjedati će kroz svih 11 talijanskih ofenziva na Soči, Austro-Njemačkom prodoru kod Kobarida, kada će 58. divizija prva ući u oslobođenu Gorciu, sve do lipnja 1918. i posljednje austrijske ofenzive prvoga svjetskog rata na rijeci Piavi.
1. svibnja 1917. General Zeidler promaknut je u podmaršala. Dana 17. kolovoza 1917. odlikovan je Viteškim križem vojnog reda Marije Terezije, čime je stekao status baruna u Austriji. 
U lipnju 1918. podmaršal Zeidler preuzeo je XXIII. korpus, Sočanska armije, na fronti Piave, kojim zapovjeda do kraja rata. 
Godine 1940. podmaršal Zeidler dobio je počasni čin generala pješaštva njemačkog Wehrmachta.
U Villachu je ulica "Zeidler-von-Görz-Straße" u blizini glavne željezničke stanice nazvana po njemu.

### Odličja
- Viteški križ vojnog reda Marije Terezije
- Vitez 1. reda Reda željezne krune
- Vitez velikog križa carskog reda Leopolda
- Vitez velikog križa carskog reda Franje Josipa s ratnim odlikovanjima
- Vojni križ za zasluge 2. razreda s ratnim odlikovanjima i mačevima
- Pozlaćena brončana medalja za hrabrost (Signum Laudis)
- Srebrna medalja za hrabrost (Signum Laudis)
- Počasni čin general pješaštva (Wermacht)

## Poveznice
- INFANTERIEREGIMENTER der ö.u. Armee im Mai 1914
- Isonzofront.com - Austro-Hungarian Regiments[neaktivna poveznica